# Dananahalli, Krishnarajpet
Dananahalli là một làng thuộc tehsil Krishnarajpet, huyện Mandya, bang Karnataka, Ấn Độ.